# 異世界ゆるり紀行 〜子育てしながら冒険者します〜
『異世界ゆるり紀行 〜子育てしながら冒険者します〜』（いせかいゆるりきこう こそだてしながらぼうけんしゃします）は、水無月静琉による日本のライトノベル。小説投稿サイト「アルファポリス - 電網浮遊都市 -」にて2016年6月より連載中。アルファポリスの「第9回ファンタジー小説大賞」で特別賞を受賞し、2017年4月からは同社より書籍版が発行されている。イラストはやまかわが担当している。2024年6月時点で電子版を含めたシリーズ累計部数は123万部を記録している。
メディアミックスとして、2018年1月17日よりみずなともみによるコミカライズ版が「アルファポリス公式WEB漫画」（同社）にて連載されている。2024年7月から9月までテレビアニメが放送された。

## あらすじ
ごく普通の日本人青年・茅野巧（かやの たくみ）は、風の神シルフィリールの手違いにより命を落とし、異世界エーテルディアで転生する。危険な魔物が徘徊する大森林を進むタクミは、道中で身寄りのない幼い双子の兄妹を発見し、兄をアレン、妹をエレナと名付けて保護する。その後、タクミは街を訪れて冒険者ギルドに登録し、アレンとエレナを育てながら気ままな旅を続けていく。

## 登場人物
声の項はテレビアニメ版の声優。
タクミ・カヤノ（茅野 巧）
声 - 白井悠介
主人公。名前は、漢字表記は転生前、カタカナ表記は転生後のもの。シルフィリールにより風神の眷属として転生し身体能力や魔力も高く風魔法を得意とするが、後付けの能力なのもあって傍目には強そうに見えない。日本人らしく腰が低いためか、力や身分しか判断基準がない者には侮られることが多い。
アレンとエレナの子育てと冒険に奮闘。その過程でシルだけでなく火神・土神・創造神マリアノーラ様からも加護を与えられる。その結果、「育成」と「教育」の象徴を得る。また、エーテルディアはダンジョンから見つかるものも含めて食材は豊かな反面、料理技術などが発達していないため、前世の知識を利用してそれまで知られていなかった新メニューを発表・公開することで新しい料理を広めてもいる。
双子ちゃん
水神ウィンデルの子。父親である水神が関知していないうちに母親が亡くなり、非合法奴隷に落とされた末に魔物から逃げる囮としてガヤの森に捨てられて彷徨ってたところをタクミと遭遇、保護された。アレン、エレナという名前はタクミが付けたもので、元々は名前が無かった。なお、当の父神は「新しい恋人と旅行中」とのことで行方が知れない。
非常に勘が鋭く格闘術や水魔法も得意で強い。また気配察知のスキルを持っており、敵意のある存在を離れた場所から感知する事ができる。
基本的には2人一緒に行動し、全く同じ行動を同時に行うが、タクミと過ごすうちに個別の好みも主張するようになる。
タクミに保護された初日は、それまでの経緯による恐怖からか一時的に失声症のような状態となり喋れなくなっていたが、その後町の宿屋で寝泊まりし、朝起きた時に失声症が治り喋れるようになった。
アレン
声 - 鈴木愛奈
エレナの兄。ショートカットの青い髪が特徴。
自分を着飾ることに興味は無く、タクミと同じ籠手（ボルトが留まる用）を欲しがるなど実用性を重視する。
エレナ
声 - 花井美春
アレンの妹。外見はアレンとよく似ているが、アレンよりも髪が少し長い。
タクミと暮らすようになってからリボンを付けるようになるなど、女の子らしくおしゃれには興味津々。

契約獣
タクミに付き従える魔物たち。タクミが乗り物代わりに出来るほど大きいが、双子ちゃんが抱っこできる幼獣サイズにもなれる。「念話」スキルを覚えて会話も出来るようになる。
町の中では魔物を連れ込むと騒ぎになるため、闇魔法でタクミの影の中に潜んでいる。
ジュール
声 - 河瀬茉希
フェンリルのオス。双子ちゃんたちを保護したことのお礼として水神の眷属から贈られた契約獣。初めてのダンジョン攻略から帰ってきた際、既に契約済みの状態で遭遇した。
アレンのお気に入り。
ボルト
声 - 大野智敬
サンダーホークのオス。雷属性の魔法を得意とする、全身が黄色い鷹。シルが贈って来た契約獣その1。ジュールの存在を知ったシルが対抗心で贈って来た。
フィート
声 - 河野ひより
飛天虎のメス。風属性の魔法を得意とするホワイトタイガー。シルが贈って来た契約獣その2。契約獣の中ではお姉さんポジション。
エレナのお気に入り。
カイザー
声 - 稲田徹
水神の眷属である巨大な水龍リヴァイアサン。水魔法の練習中に海岸でタクミたちの前に現れた。双子が生まれた際に保護を命じられていたが、「自分が人の世界に赴けば無用な騒ぎの種になる」と断っており、双子をタクミが保護する遠因となった。姿を現した際にいつでも手助けできるよう契約を結び、その後改めて双子を引き取ろうとしたが、これは3人の繋がりを確認するためでありすぐに撤回している。タクミたちに自身の鱗（三つに分けてアクセサリにした）を渡しており、この鱗を介して居場所を感知可能、呼ばれれば即座にタクミ達の元へ転移できる。
ベクトル
声 - 大泊貴揮
スカーレットキングレオのオス。タクミが料理を広めたことで担当分野（火を使う料理）が活発化した火神サラマンディールからお礼として贈られた契約獣。
幼獣サイズになっても地球のライオンと同じくらい大きいのだが、まだ幼くやんちゃな性格。
シロ、ピピ、チャチャ、リーム、ミミ
パステルラビット。白・ピンク・茶色・クリーム色・水色。ガディア国王都郊外の森にて双子ちゃんに懐いてきたため、契約獣となった。魔物とされているが非常におとなしく臆病。体毛がカラフルで可愛らしく、そのためペットとして人気がある。
シロたち以外にも大量のパステルラビットが着いてきたため、王都で里親を探す羽目になった。
マイル
フォレストラット。土神ノームードルの依り代としてタクミたちに近づいてきたが、タクミが料理を広めたことで担当分野（食材方面）が活発化したことに対する礼と挨拶ののちにそのまま契約獣として贈られる。

シルフィリール
声 - 戸松遥
風の神。ある場所にできた時空の裂け目を直そうと力を込めたところ、その先にいた巧に直撃し殺害してしまったため、エーテルディアで転生させる。
双子と水神のかかわりなど、タクミには話せない事情も抱えている模様。
アイザック・リスナー
声 - 土岐隼一
ガディア国騎士団シーリン支部副隊長。海辺の街・ベイリーの領主を務める伯爵家三男（現領主は長男のセドリック）。後に近衛騎士として王都に異動する。
兄弟そろって理屈っぽいところがあり、タクミの料理を味わうと具体的な批評（食レポ）を行う。
説教が非常に長く、下手すると一時間以上はかかる。
グランヴァルト・ルーウェン
声 - 浦和希
ガディア国騎士団シーリン支部隊長。王都に実家がある侯爵家次男。タクミからは「ヴァルトさま」と呼ばれているが、自分の家族すら「さん」付けなのに自分だけ「様」付けなことに不満を感じている。後に近衛騎士として王都に異動する。
実家の爵位に反して大らかかつ大雑把な性格で、部下のアイザックからも小言を言われることが多い。火魔法が得意で、剣に炎を纏わせて戦う。なお、得意な魔法属性は性格にも関係する様で、火神サラマンディールはヴァルトとよく似た性格である。
大雑把な性格が災いし、アレンとエレナからパンを取ろうとしたりタクミを（スキンシップのつもりで）叩いたりしており、その結果アレンとエレナからはあまり好かれていない。
巫女姫
声 - 徳井青空
人魚族の神聖職の少女。
ヴィヴィアン
声 - 小澤亜李
吸血鬼の女性。各種の調査活動を行う諜報員か探偵のような仕事をしているが潜入時に着ていたメイド服のままだったり、街と街の間（道中商店などは一つもない）を移動する際にも準備を怠って空腹で行き倒れるような抜けた部分もあるが、悩まない能天気な性格。タクミに出会うと食事を要求し、代価として吸血鬼謹製の薬（スタミナ薬以外には避妊薬や妊娠薬など用途が限定的なもの）を渡していくが、意外に役立つことも多い。

## 既刊一覧

### 小説
- 水無月静琉（著）・やまかわ（イラスト） 『異世界ゆるり紀行 〜子育てしながら冒険者します〜』アルファポリス、既刊17巻（2025年2月20日現在）
  1. 2017年4月28日初版発行、ISBN 978-4-434-23243-5
  2. 2017年8月31日初版発行、ISBN 978-4-434-23689-1
  3. 2017年12月28日初版発行、ISBN 978-4-434-24126-0
  4. 2018年5月31日初版発行、ISBN 978-4-434-24687-6
  5. 2018年10月31日初版発行、ISBN 978-4-434-25279-2
  6. 2019年3月25日初版発行、ISBN 978-4-434-25804-6
  7. 2019年9月30日初版発行、ISBN 978-4-434-26513-6
  8. 2020年3月31日初版発行、ISBN 978-4-434-27241-7
  9. 2020年9月30日初版発行、ISBN 978-4-434-27887-7
  10. 2021年3月31日初版発行、ISBN 978-4-434-28663-6
  11. 2021年9月30日初版発行、ISBN 978-4-434-29399-3
  12. 2022年3月31日初版発行、ISBN 978-4-434-30087-5
  13. 2022年9月30日初版発行、ISBN 978-4-434-30878-9
  14. 2023年3月31日初版発行、ISBN 978-4-434-31752-1
  15. 2023年9月30日初版発行、ISBN 978-4-434-32655-4
  16. 2024年6月30日初版発行、ISBN 978-4-434-34066-6
  17. 2025年2月28日初版発行、ISBN 978-4-434-35352-9

### 漫画
- 水無月静琉（原作）・みずなともみ（作画）『異世界ゆるり紀行 〜子育てしながら冒険者します〜』アルファポリス〈アルファポリスコミックス〉、既刊10巻（2025年1月22日現在）
  1. 2018年11月30日初版発行、ISBN 978-4-434-25228-0
  2. 2019年8月31日初版発行、ISBN 978-4-434-26236-4
  3. 2020年4月30日初版発行、ISBN 978-4-434-27344-5
  4. 2021年2月28日初版発行、ISBN 978-4-434-28562-2
  5. 2021年10月31日初版発行、ISBN 978-4-434-29511-9
  6. 2022年8月31日初版発行、ISBN 978-4-434-30759-1
  7. 2023年3月31日初版発行、ISBN 978-4-434-31764-4
  8. 2023年12月31日初版発行、ISBN 978-4-434-33119-0
  9. 2024年6月30日初版発行、ISBN 978-4-434-34055-0
  10. 2025年1月31日初版発行、ISBN 978-4-434-35158-7

## テレビアニメ
2023年11月にアニメ化が発表され、2024年7月から9月までテレビ東京ほかにて放送された。
兄妹のアレンとエレナを演じた声優の鈴木愛奈と花井美春は、2023年11月30日開催のイベントにおいて実姉妹であることを明かしている。

### スタッフ
- 原作 - 水無月静琉[6]
- 原作イラスト - やまかわ[6]
- 漫画 - みずなともみ[6]
- 監督 - 濁川敦[6]
- シリーズ構成 - 前川淳[6]
- キャラクターデザイン - 中野裕紀[6]
- サブキャラクターデザイン - 森下勇輝、鈴木恵子、小林雅和
- モンスターデザイン - 五十嵐駿介
- プロップデザイン - 平河仁
- 美術設定・美術監督 - 桑原悟[6]
- 色彩設計 - いわみみか。[6]
- 撮影監督 - 設楽希[6]
- 編集 - 新見元希[6]
- 音響監督 - 森下広人[6]
- 音響効果 - 櫻井陽子[6]
- 音響制作 - Ai Addiction[6]
- 音楽 - 鈴木暁也[6]
- 音楽制作 - ドリーミュージック、Team-MAX
- 音楽プロデューサー - 岡田純弥
- プロデュース - ジェンコ[6]
- プロデューサー - 中尾幸彦、永野雅彦、栗須貴大、臼井久人、羅明旭、金庭こず恵、岡田純弥、曹聡
- アニメーションプロデューサー - はとりあゆむ
- アニメーション制作 - EMTスクエアード、ビー・バード
- 製作 - 異世界ゆるり紀行製作委員会

### 主題歌
「ゆるリング Travel days」
手羽先センセーションによるオープニングテーマ。作詞・作曲・編曲はFunta7。
「MAKUAKE」
ゴホウビによるエンディングテーマ。作詞・作曲はスージー、編曲はゴホウビ。

### 各話リスト
| 話数   | サブタイトル                 | 脚本     | 絵コンテ | 演出         | 作画監督                                                                                               | 総作画監督          | 初放送日      |
| ------ | ---------------------------- | -------- | -------- | ------------ | --- | ------------------- | ------------- |
| 第1話  | いせかいと、ふたご           | 前川淳   | 濁川敦   | 濁川敦       | 中野裕紀 大原大 上田恵理 Yoon Seo-hee                                                                  | 中野裕紀            | 2024年 7月8日 |
| 第2話  | よろしくね、じゅーる         | 前川淳   | 濁川敦   | 日下部優樹   | 鈴木伸一 野上慎也 山本径子 桝井一平 斎藤真珠 榎本彩芽 清田華穂 西中琢朗                                | 徳川恵理            | 7月15日       |
| 第3話  | まものー、とうばつー！       | 前川淳   | 濁川敦   | 高山秀樹     | Ahn Yeongyu Cho Sohyeon Kim Hyeju Kim Seongil Son Seonah                                               | Kim Junoh Lee Jaeho | 7月22日       |
| 第4話  | おにいちゃんー、おこるー     | 藤本冴香 | 増田敏彦 | 村川直哉     | 山村俊了 上田恵理 大原大 降籏秀吉 Yoon Seo-hee                                                         | 山内遼              | 7月29日       |
| 第5話  | ゴブリン、たおすー！         | 前川淳   | 加藤洋人 | 佐土原武之   | 鈴木伸一 山本径子 Han Seunghui                                                                         | 徳川恵理            | 8月5日        |
| 第6話  | うみー！しょっぱーい！       | 前川淳   | 小坂春女 | 小坂春女     | 山村俊了 上田恵理 大原大 岡田由起子 中野裕紀 Yoon Seo-hee                                              | 中野裕紀            | 8月12日       |
| 第7話  | にんぎょ！りゅー！           | 藤本冴香 | 大畑晃一 | Han Yeonghun | Cho Sohyeon Ahn Youngyu Son Seonah                                                                     | Jung Wooyoung       | 8月19日       |
| 第8話  | かーに！かーに！             | 冨田頼子 | 葉摘田緒 | 小坂春女     | 杉村苑美 山村俊了 谷津美弥子 上田恵理 大原大 岡田由起子 Namu Animation LO studio                       | 杉村苑美            | 8月26日       |
| 第9話  | パパって、なーに？           | 前川淳   | 中村憲由 | 日下部優樹   | 鈴木伸一 山本径子                                                                                      | 徳川恵理            | 9月2日        |
| 第10話 | おともだち……できるかな……     | 藤本冴香 | 濁川敦   | 腰繁男       | 北島勇樹 長濵睦輝 江原小百合                                                                           | 中野裕紀 杉村苑美   | 9月9日        |
| 第11話 | べくとるー、だいかつやくー！ | 冨田頼子 | 濁川敦   | Kim Seongil  | Ahn Yeongyu Cho Sohyeon Lee Jaeho Son Seonah Park Joohyun NHU MAI GIA HUY XUAN TAI THANH DIEN VIET DUY | Jeong Wooyeong      | 9月16日       |
| 第12話 | ばいばーい！またね！         | 前川淳   | 濁川敦   | 濁川敦       | 杉村苑美 山村俊了 上田恵理 谷津美弥子 大原大 長谷田晴香 LO studio Namu Animation                       | 中野裕紀            | 9月23日       |

### 放送局
| 放送期間                 | 放送時間                     | 放送局             | 対象地域   | 備考                                 |
| ------------------------ | ---------------------------- | ------------------ | ---------- | ------------------------------------ |
| 2024年7月8日 - 9月23日   | 月曜 1:50 - 2:20（日曜深夜） | テレビ東京         | 関東広域圏 |                                      |
| 2024年7月12日 - 9月27日  | 金曜 0:30 - 1:00（木曜深夜） | BSテレ東           | 日本全域   | BS/BS4K放送                          |
|                          | 金曜 1:30 - 2:00（木曜深夜） | テレビ愛知         | 愛知県     |                                      |
|                          | 金曜 2:26 - 2:56（木曜深夜） | チューリップテレビ | 富山県     |                                      |
|                          | 金曜 20:00 - 20:30           | AT-X               | 日本全域   | CS放送 / 字幕放送 / リピート放送あり |
| 2024年7月13日 - 9月28日  | 土曜 1:23 - 1:53（金曜深夜） | テレビユー福島     | 福島県     |                                      |
|                          | 土曜 1:43 - 2:13（金曜深夜） | テレビ北海道       | 北海道     |                                      |
| 2024年7月13日 - 10月12日 | 土曜 1:53 - 2:23（金曜深夜） | 新潟放送           | 新潟県     | 『BSN アニメ』枠                     |
| 2024年7月13日 - 9月28日  | 土曜 2:23 - 2:53（金曜深夜） | 熊本放送           | 熊本県     |                                      |
| 2024年7月14日 - 9月29日  | 日曜 2:13 - 2:43（土曜深夜） | 静岡放送           | 静岡県     | 『スーパーアニメ6区』枠              |
| 2024年7月17日 -          | 水曜 1:24 - 1:54（火曜深夜） | 秋田放送           | 秋田県     |                                      |
| 2024年7月19日 -          | 金曜 2:07 - 2:37（木曜深夜） | 鹿児島読売テレビ   | 鹿児島県   |                                      |
| 2024年7月20日 -          | 土曜 1:23 - 1:53（金曜深夜） | テレビユー山形     | 山形県     |                                      |
| 2024年8月3日 -           |                              | IBC岩手放送        | 岩手県     |                                      |
| 2024年8月20日 -          | 火曜 1:30 - 2:00（月曜深夜） | 北陸放送           | 石川県     |                                      |

| 配信開始日    | 配信時間                   | 配信サイト | 備考                              |
| ------------- | -------------------------- | --- | --------------------------------- |
| 2024年7月8日  | 月曜 1:50（日曜深夜） 更新 | dアニメストア |                                   |
|               | 月曜 2:20（日曜深夜） 更新 | U-NEXT アニメ放題 | 製作参加 / 初回のみ地上波同時配信 |
| 2024年7月11日 | 木曜 2:20（水曜深夜） 更新 | DMM TV ABEMA FOD Hulu バンダイチャンネル Lemino Amazon Prime Video Video Market music.jp カンテレドーガ HAPPY!動画 YouTubeムービー&TV ふらっと動画 |                                   |
| 2024年7月13日 | 土曜 0:00（金曜深夜） 更新 | J:COM STREAM TELASA milplus |                                   |

### BD
| 巻  | 発売日        | 収録話         | 規格品番  |
| --- | ------------- | -------------- | --------- |
| BOX | 2024年10月2日 | 第1話 - 第12話 | HPXR-2921 |

| テレビ東京 月曜 1:50 - 2:20（日曜深夜） | テレビ東京 月曜 1:50 - 2:20（日曜深夜）                               | テレビ東京 月曜 1:50 - 2:20（日曜深夜）                            |
| 前番組                                  | 番組名                                                                | 次番組                                                             |
| --------------------------------------- | --------------------------------------------------------------------- | ------------------------------------------------------------------ |
| 鋼鉄神ジーグ                            | 異世界ゆるり紀行 〜子育てしながら冒険者します〜 - ※本番組までアニメ枠 | ダブルチート 偽りの警官 Season2 ※1:50 - 2:25 - ※同番組よりドラマ枠 |